# María Josefa Canellada
María Josefa Canellada Llavona (L'Infiestu, Piloña, Astúries, 13 de novembre de 1912 - Madrid, 7 de maig de 1995) va ser una romanista, dialectòloga, folklorista i narradora espanyola.

## Biografia
De molt jove es va traslladar a Madrid i va estudiar batxillerat a l'Institut de San Isidro. El 31 de maig de 1933 va iniciar els seus estudis de Filosofia i Lletres a la Universitat Central de Madrid, tenint entre els seus professors Tomás Navarro Tomás, Pedro Salinas, Xavier Zubiri, Rafael Lapesa, José Fernández Montesinos, Américo Castro i Ramón Menéndez Pidal, entre d'altres. Sent encara estudiant, entre 1933 i 1936 va col·laborar amb Pedro Salinas en la revista literària Índice i amb Tomás Navarro en el Laboratori de Fonètica del Centre d'Estudis Històrics. Entre 1943 i 1944 realitza, sota la direcció de Dámaso Alonso, la seva tesi El bable de Cabranes, amb la qual es doctorà en Filologia Romànica i s'especialitza en dialectologia i fonètica. Més tard va obtenir el premi extraordinari del doctorat.
Comença llavors la seva labor docent en diferents centres de recerca i ensenyament. Va estar a l'Institut Menéndez i Pelayo del Consell Superior de Recerques Científiques (1940-1946) i en el Laboratori de Fonètica de la Universitat de Coímbra amb el professor Armando de Lacerda (1942) i va ser professora de la Facultat de Filosofia i Lletres de la Universitat de Salamanca (1946-1948) i dels seus cursos per a estrangers (1952-1958), col·laborant a més en la Secció de Filologia del Col·legi de Mèxic (1960). Va ser, a més, investigadora del Seminari Menéndez Pidal (1958-1962), professora de Fonètica Espanyola en el Middlebury College (1964), professora de fonètica espanyola en els cursos de la Universitat de Nova York a Espanya (1966-1974), professora encarregada de cursos en la Facultat de Filosofia i Lletres de la Universitat Complutense (1970-1973), professora en el curs de Llengua i Literatura espanyoles per a professors d'espanyol als països de parla anglesa del Carib (1974-1975), professora en els cursos hispanofilipins per a professorat d'espanyol (1976-1983), redactora principal del Diccionari manual de la Reial Acadèmia Espanyola (1979-1988) i professora convidada en el Romansk Institut de la Universitat de Copenhaguen (1981). Es va casar amb el també romanista Alonso Zamora Vicente i el 1981, en fundar-se l'Acadèmia de la Llengua Asturiana, va ser-ne nomenada membre així com de la Reial Acadèmia Espanyola des de 1986.
Mentre va viure a Buenos Aires, entre el 1948 i 1952, va escriure la novel·la Penal de Ocaña, que va quedar finalista del premi Café Gijón de 1954; el primer premi va recaure en Carmen Martín Gaite amb la seva obra El balneari. La novel·la va ser censurada i no es va poder publicar fins al 1985. En aquesta novel·la s'observa una influència important de l'existencialisme francès. Va morir a Madrid el 7 de maig de 1995.

## Obra
- El bable de Cabranes (1944).
- Penal de Ocaña (1964, editorial Bullon, Madrid, censurada, 1985, amb pròleg d'Alonso Zamora Vicente, Espasa Calpe, novel·la.
- Cuentos populares asturianos (1978).
- Montesín (1980).
- Leyendas, cuentos y tradiciones (Oviedo, 1983).
- María, Mariantia y yo (1990).
- Comportamientos tonales vocálicos en español y portugués (con Armando de Lacerda) Madrid 1945.
- Antologia de textos fonéticos, Madrid, 1965, 1972.
- Farsas y églogas, Madrid 1976
- Refranero, Madrid 1980
- Pronunciación del español. Lengua hablada y literaria. Madrid 1987
- Refranes. 700 refranes españoles con sus correspondientes daneses, Copenhaguen, 1997
- Refranero español. Refranes, clasificación, significación y uso, Madrid 2001
- Antoloxía lliteraria, Gijón, 2002.